# Gewone compostmier
De gewone compostmier (Hypoponera punctatissima), ook wel compoststaafmier of compostmier, is een mierensoort uit de onderfamilie oermieren. De wetenschappelijke naam van de soort is voor het eerst geldig gepubliceerd in 1859 door Roger.